# Neptis eschscholtzia
Neptis eschscholtzia är en fjärilsart som beskrevs av Semper 1889. Neptis eschscholtzia ingår i släktet Neptis och familjen praktfjärilar. Inga underarter finns listade i Catalogue of Life.